# Wild Billy's Circus Story
Wild Billy's Circus Story è una canzone del cantautore statunitense Bruce Springsteen, pubblicata nel 1973 sul suo album The Wild, the Innocent & the E Street Shuffle.

## Storia
Springsteen aveva nel repertorio una canzone intitolata Circus Song già nei primi concerti realizzati con il suo gruppo dopo la registrazione del suo primo album Greetings from Asbury Park, N.J. Nel maggio del 1973, all'inizio delle sedute di registrazione del successivo  The Wild, the Innocent & the E Street Shuffle, la canzone assunse il suo assetto definitivo e cambiò titolo.
Fu eseguita saltuariamente dal vivo fino alla primavera del 1974 quando entrarono nella scaletta le nuove canzoni composte per il terzo album Born to Run. Ricomparve solo nel novembre del 1990 in uno dei concerti acustici tenuti da Springsteen a favore del Christic Institute a Los Angeles e nel 1996 in alcune date del tour di The Ghost of Tom Joad. Di fatto non fu più presente nei concerti con la E Street Band per oltre venticinque anni quando dal 2001 entrò nella rotazione di pezzi che Springsteen eseguiva occasionalmente tra quelli del suo enorme repertorio, soprattutto nelle occasioni in cui il cantautore e la sua band eseguivano dal vivo tutto l'album The Wild, the Innocent & the E Street Shuffle.
Una versione dal vivo di Circus Song registrata nel maggio del 1973 fu inclusa in un EP promozionale intitolato Play:Back distribuito limitatamente ai soli discografici e dipendenti della Columbia Records in occasione di una convention della casa discografica.

## La canzone
Wild Billy's Circus Story è una canzone in parte autobiografia scritta da Springsteen ispirandosi ai suoi ricordi d'infanzia del circo che d'estate arrivava a Freehold e installava le tende vicino a casa sua. L'idea della vita nomade dei membri del circo è accostata dal cantautore anche a quella che lui stesso aveva iniziato a fare come musicista rock, perennemente on the road. Come tutte quelle di quel periodo, la canzone è popolata da personaggi bizzarri come la donna cannone Missy Bimbo, l'uomo bestia rinchiuso nella sua gabbia, il nano, gli acrobati e i clown che ben si adattano alle immagini evocate dalla canzone.
Musicalmente il brano è una lenta marcia in cui dominano la fisarmonica suonata da Danny Federici e la tuba suonata dal bassista Garry Tallent che rievocano le atmosfere tipiche del circo. La batteria fu suonata da un turnista perché il batterista Vini Lopez non riusciva a eseguire la parte e fu quindi sostituito per decisione del produttore Mike Appel. 

## Discografia
- 1973 – Bruce Springsteen, The Wild, the Innocent & the E Street Shuffle, LP, Columbia Records KC 32432